# Claudio Testoni
Claudio Testoni (Marano sul Panaro, 26 aprile 1957) è un dirigente sportivo, allenatore di calcio ed ex calciatore italiano, di ruolo difensore.

## Carriera

### Giocatore
Ha disputato tre stagioni in Serie A con la maglia del Genoa.

### Dopo il ritiro
Nella stagione 2012-2013 è diventato l'allenatore della squadra di Vignola, la Vignolese, mentre la stagione successiva ha lasciato l'incarico ed è rimasto nel club in veste dirigenziale.
Dal 2015 è un dirigente del Castelvetro.